# Dingle (poloostrov)

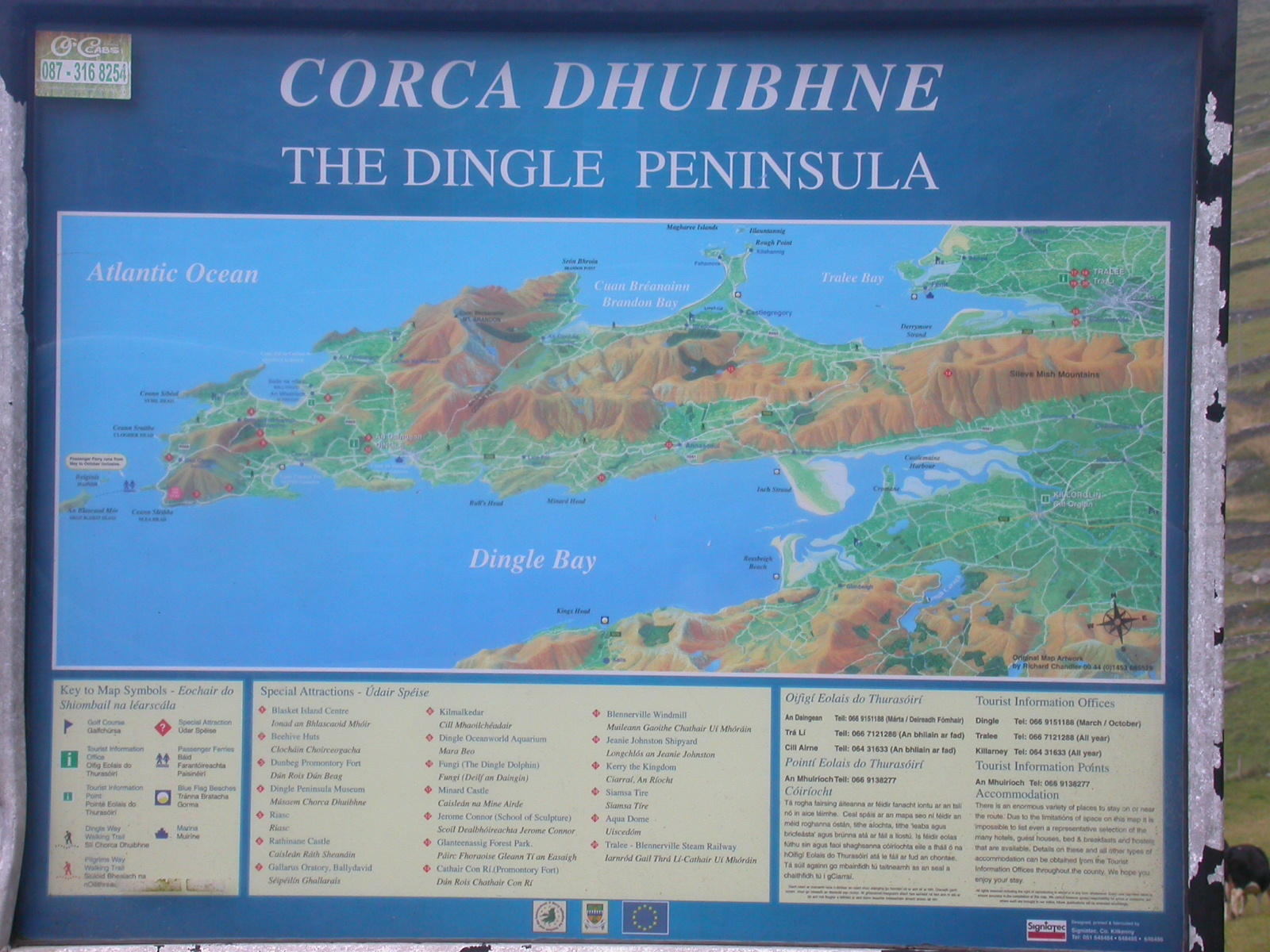
Mapa

Poloostrov Dingle neboli Corca Dhuibhne je jihozápadní výběžek Irska, ležící v hrabství Kerry. Je dlouhý 50 km a má výrazně protáhlý tvar. Na jihu je oddělen zálivem Dingle Bay od sousedního poloostrova Iveragh. Dingle je převážně hornatý (nejvyšším bodem je Mount Brandon s 951 m n. m.), pobřeží je členité a je lemováno pitoreskními útesy. Mys Dunmore Head je nejzápadnějším bodem Irska, dále na západ leží pouze neobydlené souostroví Basket Islands. O obci Dún Chaoin se říká, že její sousední farností je Amerika.
Anglický název Dingle je odvozen od názvu jediného města na poloostrově, které má necelé dva tisíce obyvatel. Irský název Corca Dhuibne připomíná zdejší stejnojmenný středověký keltský stát.
Oblast byla osídlena už v mezolitu, jak o tom svědčí archeologické nálezy v lokalitě Ferriter's Cove. Významnou památkou je raně středověké kamenné oratorium Gallarus. V obci Baile an Fheirtéaraigh se nachází muzeum připomínající význam poloostrova pro irskou historii a kulturu. Západní část Dingle je oficiálně řazena do oblasti Gaeltacht, kde převládá jako mateřský jazyk irština. V místních exteriérech se natáčely filmy Ryanova dcera (David Lean, 1970) a Navždy a daleko (Ron Howard, 1992).